# Regiunea Șauia-Oardiga
Regiunea Șauia-Oardiga (în limba arabă الشاوية-ورديغة, în limba franceză Chaouia-Ouardigha) a fost una dintre cele 16 unități administrativ-teritoriale de gradul I ale Marocului în 1997-2015. Reședința sa era orașul Settat.